# Ellen Breen
Pour les articles homonymes, voir Breen.
Ellen Breen, née le 17 avril 1963 à Pasadena, est une skieuse acrobatique américaine, spécialisée dans le ballet à ski. 

## Palmarès

### Championnats du monde de ski acrobatique
Ellen Breen a participé à quatre éditions des Championnats du monde de ski acrobatique, de la première édition à Tignes en 1986 à La Clusaz en 1985, et est sacrée deux fois championne du monde en ballet.

### Classements
| Épreuve / Édition | Tignes 1986 | Lake Placid 1991 | Altenmark-Zauchensee 1993 | La Clusez 1995 |
| Ballet            | 5e          | Or               | Or                        | Argent         |

### Coupe du monde de ski acrobatique
Ellen Breen a participé à onze saisons et cent-une épreuves en Coupe du monde de ski acrobatique.
- Meilleur classement général : 5e en 1995[3].
- 3 petits globes de cristal :
  - Vainqueur du classement ballet en 1993, 1994 et 1995[3].
- 52 podiums dont 23 victoires[1].

### Classements
| Année/Classement | Général | Général | Ballet | Ballet |
| ---------------- | ------- | ------- | ------ | ------ |
| Année/Classement | Class.  | Points  | Class. | Points |
| 1984             | 19e     | 8.00    | 5e     | 50.00  |
| 1984-1985        | 14e     | 9.00    | 5e     | 62.00  |
| 1985-1986        | 14e     | 10.00   | 5e     | 48.00  |
| 1986-1987        | 17e     | 8.00    | 5e     | 46.00  |
| 1987-1988        | 10e     | 9.00    | 4e     | 66.00  |
| 1989-1990        | 10e     | 10.00   | 4e     | 57.00  |
| 1990-1991        | 9e      | 11.00   | 3e     | 96.00  |
| 1991-1992        | 26e     | 5.00    | 9e     | 37.00  |
| 1992-1993        | 6e      | 100.00  | 1re    | 800.00 |
| 1992-1993        | 6e      | 99.00   | 1re    | 792.00 |
| 1992-1993        | 5e      | 100.00  | 1re    | 700.00 |